# Zuidelijke giraffe
De zuidelijke giraffe (Giraffa giraffa synoniem: Giraffa camelopardalis giraffa) is een soort giraffe die leeft in zuidelijk Afrika. De soort komt voor in Zuid-Afrika, Angola, Namibië, Botswana, Zambia, Zimbabwe en Mozambique. Deze soort wordt vaak nog beschouwd als een ondersoort G. camelopardalis giraffa, ook door de IUCN. Studies gepubliceerd in 2016 wijzen op een status als aparte soort, onderverdeeld in twee ondersoorten. De populaties van deze zuidelijke giraffe bestaan in totaal uit ongeveer 44.500 dieren.

## Ondersoorten
| Ondersoort                       | Beschrijving | Afbeelding |
| -------------------------------- | --- | ---------- |
| Angolagiraffe (G. g. angolensis) | Leeft in noordelijk Namibië, zuidwest Zambia, Botswana, en westelijk Zimbabwe. Er leven ongeveer nog 13.000 dieren in het wild; en er zijn er ongeveer 20 in dierentuinen. |            |
| Kaapse giraffe (G. g. giraffa)   | Leeft in Zuid-Afrika, zuidelijk Botswana, zuidelijk Zimbabwe, en zuidwest Mozambique. Er leven er nog ongeveer 31.500 in het wild en 45 in dierentuinen.                   |            |